# Sunt un mic ticălos 2
Sunt un mic ticălos 2 (în engleză Despicable Me 2) este un film de animație din 2013, totodată continuarea filmului Despicable Me, produs de Illumination Entertainment și Universal Pictures, regizat de Pierre Coffin și Chris Renaud, lansat de Universal Pictures pe 3 iulie 2013 în Statele Unite. Filmul este lansat în România de Ro Image 2000 pe 5 iulie 2013.